# Lijst van burgemeesters van Katowice
Dit is een lijst van burgemeesters van Katowice, Polen.
- 1866-1871:     Louis Diebel
- 1871-1873:     Oswald Kerner
- 1874-1889:     Otto Rüppel
- 1890-1903:     August Schneider
- 1903-1920:     Alexander Pohlmann
- 1922-1928:     Alfons Górnik
- 1928-1939:     Adam Kocur
- 1939-1945:     Artur Stegner
- 29 september 1945:     Jan Wesolowski
- 1945-1946:     Zenon Tomaszewski
- 1946-1950:     Aleksander Willner
- 1950-1952:     Stefan Kruzel
- 1952-1953:     Ewald Lison
- 1953-1971:     Antoni Wojda
- 1971-1975:     Pawel Podbial
- 1975-1978:     Lucjan Gajda
- 1978-1981:     Marian Wysocki
- 1981-1984:     Edward Mecha
- 1984-1989:     Jerzy Swierad
- 1989-1990:     Krystyna Nesteruk
- 1990-1994:     Jerzy Smialek
- 1994-1998:     Henryk Dziewior
- Sinds 1998:   Piotr Uszok